# Furels
Furels – mała miejscowość (lieu-dit) we wschodnim Luksemburgu, w kantonie Mersch, w gminie Heffingen. Do 3 października 2015 miejscowość leżała w dystrykcie Luksemburg.  